# Список произведений Юхана Свенсена
Ниже представлен список произведений Юхана Северина Свенсена.

## Произведения с номером опуса
- Op. 1, Струнный квартет a-moll (1865), первое исполнение 21 мая 1865, Лейпциг
- Op. 2, Две песни для мужского хора (1865), первое исполнение (№ 1) 26 октября 1872
  1. Till Sverige
  2. Aftonröster
- Op. 3, Октет A-dur для четырех скрипок, двух альтов и двух виолончелей (1866), первое исполнение 24 (?) февраля 1866, Лейпциг
- Op. 4, Симфония № 1 D-dur (1865–1867), первое исполнение (целиком) 12 октября 1867, Осло
- Op. 5, Квинтет C-dur для двух скрипок, двух альтов и виолончели (1867), первое исполнение 17 мая 1867, Лейпциг
- Op. 6, Скрипичный концерт A-dur (1868–1870), первое исполнение 6 февраля 1872, Лейпциг
- Op. 7, Виолончельный концерт D-dur (1870), первое исполнение 16 марта 1871, Лейпциг
- Op. 8, «Сигурд Злой», симфонический пролог C-dur к драме Бьёрнстьерне Бьёрнсона для оркестра (1871), первое исполнение 12 декабря 1871, Лейпциг
- Op. 9, «Карнавал в Париже» / «Парижский карнавал». Эпизод E-dur для большого оркестра (1872), первое исполнение 26 октября 1872, Осло
- Op. 10, Траурный марш f-moll, написанный по случаю смерти Карла XV, для оркестра (1872), первое исполнение 26 октября 1872, Осло8
- Op. 11, «Зорахайда»[2], легенда g-moll для оркестра[3] (1874), первое исполнение (1 редакция) 3 октября 1874, Осло, (2 редакция) 11 мая 1880, Осло
- Op. 12, Праздничный полонез E-dur для оркестра (1873), первое исполнение 6 августа 1873, Осло
- Op. 13, Коронационный марш B-dur, написанный по случаю коронации Оскара II, для оркестра (1873), первое исполнение 18 июля 1873, Тронхейм; существуют также версии для духового оркестра и для фортепиано в четыре руки
- Op. 14, «Карнавал норвежских художников» A-dur для оркестра (1874), первое исполнение 17 марта 1874, Осло
- Op. 15, Симфония № 2 B-dur (1876), первое исполнение 14 октября 1876, Осло
- Op. 16, Юмористический марш "Purpurnæsemarsj[4]" для струнных и фортепиано в четыре руки (1874), первое исполнение 13 декабря 1874, Осло
- Op. 17, «Норвежская рапсодия» № 1 h-moll для оркестра (1876), первое исполнение 25 сентября 1877, Осло
- Op. 18, «Ромео и Джульетта», фантазия E-dur для оркестра (1876), первое исполнение 14 октября 1876, Осло
- Op. 19, «Норвежская рапсодия» № 2 A-dur для оркестра (1876), первое исполнение 1880(?), Мюнхен
- Op. 20, не использован[5]
- Op. 21, «Норвежская рапсодия» № 3 C-dur для оркестра (1876), первое исполнение январь 1879, Париж
- Op. 22, «Норвежская рапсодия» № 4 D-dur (d-moll) для оркестра (1877), первое исполнение 1 февраля 1879, Париж
- Op. 23, Пять  романсов на слова Фридриха фон Боденштедта (1879)
  1. Zuleikha
  2. Was ist der Wuchs der Pinie
  3. Seh' ich deine zarten Füsschen an
  4. O, wie mir schweren Dranges
  5. Schlag' die Tschadra zurück!
- Op. 24, Четыре романса (1879)
  1. O vær lidt barmhjærtig, du susende vind (на слова Улафа Педера Монрада[норв.])
  2. Birken (на слова Улафа Педера Монрада[норв.])
  3. Venetiansk serenade (на слова Йуна Улафа Паульсена[норв.])
  4. Længsel (на слова Бьёрнстьерне Бьёрнсона)
- Op. 25, Два романса (1878, 1880)
  1. Violen (на собственные слова)
  2. Frühlingsjubel (на слова Фридриха фон Боденштедта)
- Op. 26, Романс G-dur для скрипки с оркестром (1881), первое исполнение 30 октября 1881, Осло; существует также версия для скрипки с фортепиано
- Op. 27, Две шведских народных мелодии для струнного оркестра (1876, 1878), первое исполнение (№ 1) 14 октября 1876, Осло и (№ 2) 29 января 1881, Осло
  1. e-moll. «Allt under himmelens fäste»
  2. C-dur. «Du gamla, du friska, du fjellhöga Nord»
- Op. 28, Полонез [№ 2] для оркестра (1882), при жизни Свенсена не издавался
- Op. 29, Свадебная кантата для баритона, хора и оркестра, написанная по случаю свадьбы кронпринца Оскара Густава Адольфа и кронпринцессы Софии Марии Виктории (1881), первое исполнение 18 октября 1881, Осло
- Op. 30, Две исландских мелодии для струнного оркестра (1874), первое исполнение 3 октября 1874, Осло
- Op. 31, «Ifjol gjætt' e gjeitinn», норвежская народная мелодия E-dur для струнного оркестра (1874), первое исполнение 3 октября 1874, Осло
- Op. 32, Гимн «I mai, da blomst og blad sprang ud» для чтеца, хора и оркестра, написанный по случаю золотой свадьбы короля Кристиана IX и королевы Луизы (1892), первое исполнение 26 мая 1892, Копенгаген
- Op. 33, «Весна приходит», праздничный балет Пьетро Крона[англ.] в одном действии, написанный по случаю золотой свадьбы короля Кристиана IX и королевы Луизы (1892), первое исполнение 26 мая 1892, Копенгаген
  1. Вступление
  2. Зима
  3. Интерлюдия
  4. Танец снежных хлопьев
  5. Интерлюдия
  6. Весна
  7. Интерлюдия
  8. Танец цветов
  9. Танец насекомых
  10. Повтор (с небольшими изменениями) № 1
  11. Фюнский танец
  12. «Ютландия» (песня Петера Гейзе)
  13. Исландская народная песня
  14. «Эта прекрасная земля» (музыка Ханса Крёйера[англ.])
  15. Rule Britannia (музыка Томаса Арна)
  16. Новогреческая песня о свободе
  17. Русский гимн (музыка Алексея Фёдоровича Львова)
  18. Заключительный танец
  19. Шведский народный танец
  20. Русская народная песня
  21. Английский хорнпайп
  22. Свадебный вальс (из музыки Нильса Гаде к балету «Народная сказка»)

## Произведения без номера опуса
- Verk 101, Анна-полька для фортепиано (1854), оркестрована 1858
- Verk 102, «В горах» (Til Sæters). Вальс для фортепиано, (1856), оркестрована 1859
- Verk 103, Клингенберг-полька для фортепиано (1858)
- Verk 104, Болеро для оркестра (1858)
- Verk 105, Катарина-вальс для оркестра (1858)
- Verk 106, Три этюда для струнного квартета (1859)
  1. c-moll/C-dur
  2. g-moll/G-dur ("Alla Polacca")
  3. d-moll/D-dur
- Verk 107, «Прощай», фантазия для скрипки (1859)
- Verk 108, Каролина-вальс для фортепиано (1860), оркестрован 1860
- Verk 109, Антония-вальс для оркестра (1861)
- Verk 110, Марш «Девятое ноября»" для оркестра (1861)
- Verk 111, Элиза-вальс для оркестра (1862)
- Verk 112, Альбертина-вальс для оркестра (1862)
- Verk 113, Blomsterpike-Vals для оркестра (1862)
- Verk 114, Адель-вальс для оркестра (1862)
- Verk 115, Юлия-галоп для оркестра (1862)
- Verk 116, Йоханна-галоп для оркестра (1862)
- Verk 117, Хедвига-вальс для оркестра (1862)
- Verk 118, «Божий мир» (Guds Fred) для мужского хора (1863)
- Verk 119, «Ich stoss aur des Berges Spitze» для голоса и фортепиано (1863)
- Verk 120, «Сумерки» для голоса и фортепиано (1863)
- Verk 121, Марш. «Kamp fører til seier» для оркестра (1863)
- Verk 122, Каприс для оркестра с обязательной скрипкой соло (1863), первое исполнение декабрь 1864, Лейпциг
- Verk 123, Норвежский спрингданс для оркестра (1878), первое исполнение 29 мая 1880, Осло
- Verk 124, Кантата в честь Вергеланна для баритона, мужского хора и духового оркестра, написанная по случаю открытия памятника Генрику Вергеланну (1881), первое исполнение 17 мая 1881, Осло
- Verk 125, Персидский танец для оркестра (1883)
- Verk 126, Кантата в честь Хольберга для баритона, смешанного хора и оркестра, написанная по случаю двухсотлетия со дня рождения Людвига Хольберга (1884), первое исполнение 3 декабря 1884, Копенгаген
- Verk 127, Праздничная кантата. Утреннее приветствие певцов для мужского хора и медных духовых, написанная по случаю золотой свадьбы короля Кристиана IX и королевы Луизы (1892), первое исполнение 26 мая 1892, Копенгаген
- Verk 128, Траурное анданте (Andante funèbre) для оркестра, написанное по случаю погребения Георга А. Гинденбурга (1894), первое исполнение 30 июня 1894
- Verk 129, Прелюдия для оркестра, написанная по случаю 150-летия Королевского театра (1898), первое исполнение 18 декабря 1898
- Verk 130, Листок из альбома для фортепиано
- Verk 131, Пьеса без названия для скрипки и фортепиано